# Équipe des Māori de Nouvelle-Zélande de rugby à XIII
Ne doit pas être confondu avec Équipe des Māori de Nouvelle-Zélande de rugby à XV.
L'équipe des Māori de Nouvelle-Zélande est une équipe de rugby à XIII qui joue habituellement contre des équipes nationales qui sont en tournée en Nouvelle-Zélande. Cette équipe a participé à la Coupe du monde de rugby à XIII 2000, ainsi qu'à la Pacific Cup. Il existe une condition préalable pour jouer dans cette équipe, c'est que le joueur doit avoir au moins 1/16e de descendance Māori.

## Histoire
La première tournée des Māoris a eu lieu en 1908 en Australie. Cette tournée australienne fut un succès, et sera suivie par une autre tournée en Australie en 1909 et en Grande-Bretagne en 1910.

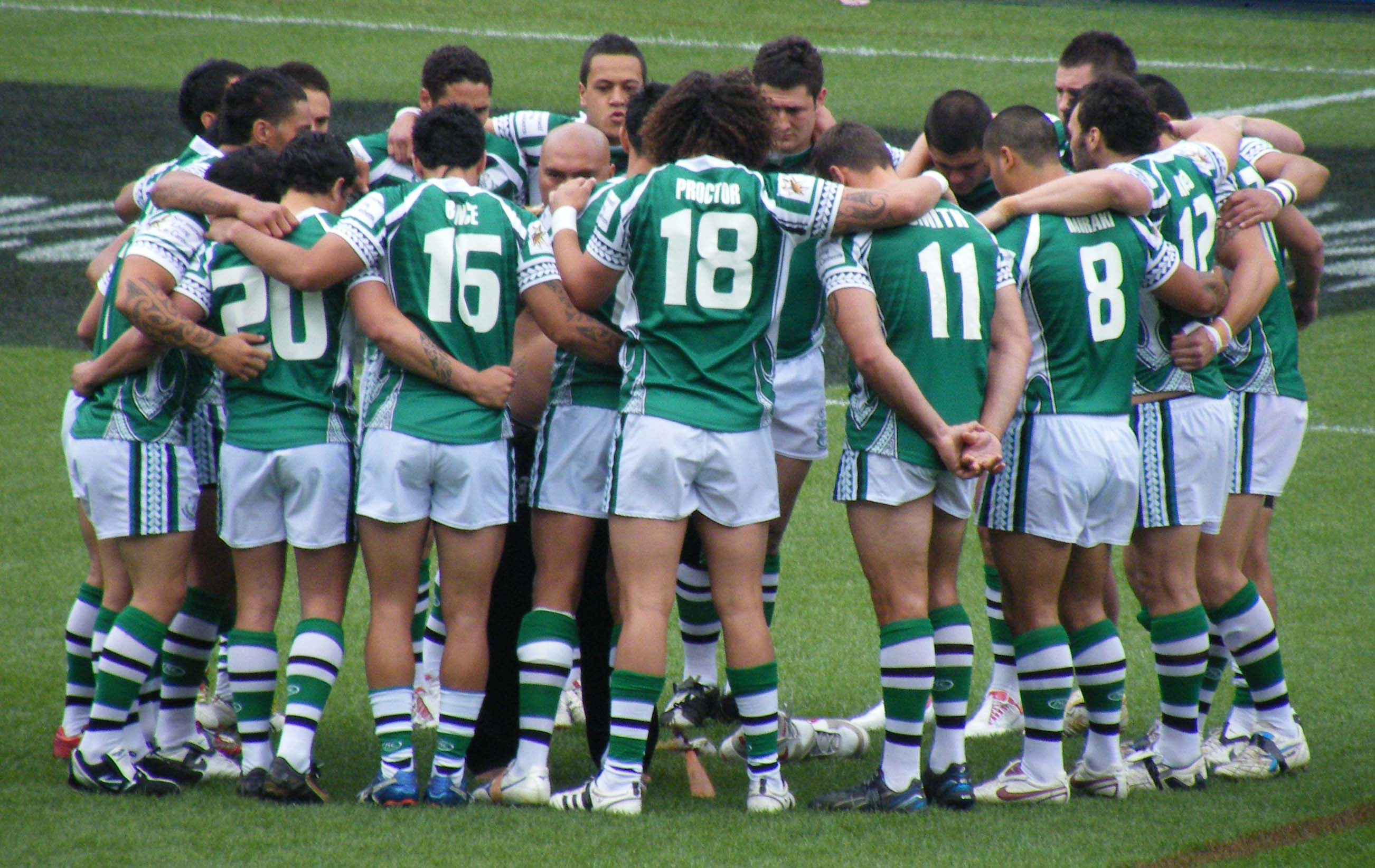
L'équipe des Māori de Nouvelle-Zélande de rugby à XIII, le 26 octobre 2008.

The Māori Rugby League a été formé en 1934 pour administrer le rugby à XIII dans la communauté Māori. Cette organisation s'est appelée ensuite la Aotearoa Māori Rugby League.
Depuis, l'équipe rencontre régulièrement l'Australie, l'Angleterre, mais aussi la France.
Le 26 octobre 2008, avant le lancement de la coupe du monde, au Sydney Football Stadium, les Māoris s'inclinent face aux aborigènes australiens 34 à 26. 
En match de préparation aux Four Nations 2010, l'équipe d'Angleterre affronte les Māoris et les deux équipes se quittent sur un match nul, 18 partout.

## Joueurs emblématiques
De nombreux joueurs remarquables sont issus de la communauté Maori, certains étant devenus des internationaux pour la Nouvelle-Zélande. On cite le cas de Roy Christian, Mauga Emery, Bill Moore, Hugh McGahan, les frères Bell , célèbres dans la deuxième moitié du XXe siècle.

## Débat sur l'existence même d'une équipe Māori
L'existence d'une équipe Maori , distincte de l'équipe nationale de Nouvelle-Zélande, alimente régulièrement des débats dans le monde du rugby anglophone (XIII comme XV) mais aussi au sein de la société néo-zélandaise.
Du côté du monde treiziste, la participation même d'une sélection fondée sur un critère « ethnique », participant directement à une épreuve comme la coupe du monde, apparait parfois comme le cache-misère d'une absence d'ambition des instances internationales, contraintes de créer des équipes à partir des nations treizistes existantes (ici la Nouvelle-Zélande) pour étoffer le nombre de participants. Cependant les instances internationales se sont pas allés au bout de cette démarche, même si  l'équipe a participé une fois à la coupe du monde.
Du côté de la société néo-zélandaise, on a pu se demander si créer une équipe distincte n'était pas de l’« Apartheid inversé » alors que d'autres observateurs  y voient les conséquences logiques du Traité de Waitangi.